# Ludwig Landshoff
Ludwig Landshoff (Stettino, 8 giugno 1874 – New York, 20 settembre 1941) è stato un musicista e direttore d'orchestra tedesco.

## Biografia
Ha studiato musica sotto la guida di Thuille, Reger e Urban per quanto riguarda la composizione, di Adolf Sandberger, Fleischer e Friedlaender per quanto riguarda la musicologia, presso le Università di Monaco e di Berlino.
È stato direttore d'orchestra nei teatri di molte località quali Aquisgrana (1902-1904), Kiel (1912-1913), Breslavia (1913-1915), Würzburg (1915-1920) e Amburgo.
Si trasferì a Berlino nel 1928, poi in Italia nel 1936, a Parigi nel 1938 e a New York nel 1941, dove trascorse gli ultimi mesi della sua vita.
Dal 1918 al 1928 assunse l'incarico di dirigere la Società Bach di Monaco di Baviera.
Sono importanti i suoi studi sulla musica vocale del XVII secolo e del XVIII secolo. 
Ha scritto cinque volumi del libro Alte Meister des Bel Canto, e ha anche curato molte edizioni delle opere di J.S. Bach, di C.P.E. Bach, di J.C. Bach.
Verso la fine della sua carriera, ha fatto molte ricerche sulla musica di Antonio Vivaldi.
Tra le sue pubblicazioni, si annoverano: Ueber das vielstimmige Accompagnement und andere Fragen des Generalbasspiels (1919), Alte Meister des Bel canto (1912), Arien wind Gesange von J. Christian Bach und Jos. Haydn (1922), Kammerduette des 17 Jahrh (1927) e Englische Kanzonette von Haydn (1923).
Di un certo interesse lo scambio epistolare con il compositore e musicologo austriaco Heinrich Schenker, nel quale quest'ultimo ringraziò Landshoff per il suo l'interessamento alle teoria analitica musicale proposta da Schenker.